# Inglese britannico
L'inglese britannico (in lingua inglese British English) è la lingua inglese parlata e scritta nel Regno Unito. Esistono variazioni nell'inglese formale e scritto nel Regno Unito. Ad esempio, l'aggettivo "wee" (piccolo) è utilizzato quasi esclusivamente in alcune parti della Scozia e dell'Irlanda, e occasionalmente nello Yorkshire, mentre "little" è predominante altrove. Tuttavia, vi è un grado significativo di uniformità nell'inglese scritto nel Regno Unito, e questo potrebbe essere descritto con il termine "inglese britannico". Le forme di inglese parlato, tuttavia, variano considerevolmente più che nella maggior parte delle altre aree del mondo in cui si parla inglese, quindi un concetto uniforme di inglese britannico è più difficile da applicare alla lingua parlata. Secondo Tom McArthur nella Oxford Guide to World English, l'inglese britannico condivide "tutte le ambiguità e le tensioni nella parola "Britannico" e come risultato può essere usato e interpretato in due modi, più o meno strettamente, entro un raggio di sfocatura e ambiguità".
Quando si distingue dall'inglese americano, il termine "inglese britannico" viene a volte usato in senso lato come sinonimo delle varie varietà di inglese parlate in alcuni stati membri del Commonwealth delle nazioni.

## Storia
L'inglese è una lingua germanica occidentale originata dai dialetti anglo-frisoni portati in Gran Bretagna da coloni germanici provenienti da varie parti di quella che ora è la Germania nordoccidentale ed i Paesi Bassi settentrionali. La popolazione residente sull'isola in quel momento era in generale di lingua brittonica comune, la varietà insulare del celtico continentale, influenzata dall'occupazione romana. Questo gruppo di lingue (gallese, cornico, cumbrico) conviveva con l'inglese nel periodo moderno, ma a causa della sua lontananza dalle lingue germaniche, l'influenza sull'inglese era notevolmente limitata. Tuttavia, il grado di influenza rimane dibattuto, e recentemente è stato sostenuto che la sua influenza grammaticale tiene conto delle sostanziali innovazioni rilevate tra l'inglese e le altre lingue germaniche occidentali. Inizialmente, l'inglese antico era un gruppo eterogeneo di dialetti, che riflette le varie origini dei regni anglo-sassoni d'Inghilterra. Uno di questi dialetti, il Late West Saxon, alla fine arrivò a dominare. L'originale lingua inglese antica fu quindi influenzata da due ondate di invasione: la prima fu di parlanti del ramo scandinavo della famiglia germanica, che conquistò e colonizzò parti della Britannia nell'VIII e nel IX secolo; la seconda dei Normanni nell'XI secolo, che parlavano l'antico normanno e alla fine svilupparono una varietà inglese di questo chiamato anglo-normanno. Queste due invasioni hanno fatto sì che l'inglese diventasse "misto" in una certa misura (anche se non è mai stato un linguaggio veramente misto nel senso stretto del termine: linguaggi misti nascono dalla coabitazione di parlanti di lingue diverse, che sviluppano una lingua ibrida per la comunicazione di base).
Più l'inglese è idiomatico, concreto e descrittivo, più è di origini anglosassoni. Più l'inglese è intellettuale e astratto, più contiene influenze latine e francesi, ad es. il termine "swine" maiale (simile a quello tedesco "schwein") è l'animale nel campo allevato dagli anglosassoni occupati, mentre "pork" (simile a quello francese "porc") è l'animale al tavolo mangiato dai normanni occupanti.
La coabitazione con gli scandinavi determinò una significativa semplificazione grammaticale e l'arricchimento lessicale del nucleo anglo-frisone dell'inglese; la successiva occupazione normanna portò l'innesto su quel nucleo germanico di uno strato più elaborato di parole dal ramo romanzo delle lingue europee. Questa influenza normanna è entrata nell'inglese in gran parte attraverso le corti ed il governo. Così, l'inglese si sviluppò in un "prestito" linguistico di grande flessibilità e con un enorme vocabolario.

## Dialetti
Dialetti e accenti variano tra i quattro paesi del Regno Unito, così come all'interno dei paesi stessi.
Le divisioni principali sono normalmente classificate come l'inglese d'Inghilterra (che comprende dialetti meridionali inglesi, dialetti del West Country, dialetti inglesi delle Midlands orientali e occidentali e dialetti inglesi del nord), l'inglese dell'Ulster in Irlanda del Nord, l'inglese gallese (da non confondere con la lingua gallese) e l'inglese scozzese (da non confondere con la lingua scozzese o il gaelico scozzese). Anche i vari dialetti britannici differiscono nelle parole che hanno preso in prestito da altre lingue. Intorno alla metà del XV secolo, c'erano punti in cui, all'interno dei 5 maggiori dialetti, c'erano almeno 500 modi per scrivere la parola "though".
Dopo l'ultima importante indagine sui dialetti inglesi (1949-1950), l'Università di Leeds ha iniziato a lavorare su un nuovo progetto. Nel maggio 2007 il Consiglio per la ricerca sulle arti e le scienze umanistiche ha assegnato una sovvenzione all'Università di Leeds per studiare i dialetti regionali britannici.
Il gruppo sta setacciando una vasta raccolta di esempi di parole e frasi di gergo regionale inventate dal "Progetto Voices" gestito dalla BBC, in cui invitavano il pubblico a inviare esempi di inglese ancora parlato in tutto il paese. Il progetto di BBC Voices ha anche raccolto centinaia di articoli su come gli inglesi parlano inglese dal giurare fino agli articoli sulle scuole di lingua. Queste informazioni verranno anche raccolte ed analizzate dal team di Johnson sia per i contenuti che per i casi in cui sono stati segnalati. "Forse la scoperta più notevole nello studio di Voices è che la lingua inglese è diversa come sempre, nonostante la nostra maggiore mobilità e la costante esposizione ad altri accenti e dialetti attraverso la TV e la radio".

### Regionali
La maggior parte delle persone in Gran Bretagna parla con accento regionale o dialetto. Tuttavia, circa il 2% dei britannici parla con un accento chiamato Received Pronunciation(chiamato anche "the Queen's English", "Oxford English" e "BBC English"), che è essenzialmente senza regione. Deriva da una miscela delle Midlands e dei dialetti meridionali parlati a Londra nel primo periodo moderno. È spesso usato come modello per insegnare l'inglese agli studenti stranieri.
Nel Sud Est ci sono accenti significativamente diversi; l'accento Cockney pronunciato da alcuni londinesi dell'est è sorprendentemente diverso dalla Received Pronunciation (RP). Il Rhyming slang di Cockney può essere (ed inizialmente lo si intendeva) difficile da comprendere per gli estranei, anche se l'estensione del suo uso è spesso alquanto esagerata.
L'Estuary English ha guadagnato importanza negli ultimi decenni: ha alcune caratteristiche del RP ed alcune del Cockney. Nella stessa Londra, l'ampio accento locale sta ancora cambiando, in parte influenzato dal parlato dei Caraibi. Gli immigrati nel Regno Unito negli ultimi decenni hanno portato molte altre lingue nel paese. I sondaggi iniziati nel 1979 dall'Autorità per l'educazione locale di Londra hanno scoperto oltre 100 lingue parlate a livello domestico fra le famiglie degli scolari della città. Di conseguenza, i londinesi parlano con un misto di accenti, a seconda dell'etnia, del vicinato, della classe, dell'età, dell'educazione e di vari altri fattori.
Dall'immigrazione interna di massa nel Northamptonshire negli anni '40 e la sua posizione tra diverse grandi regioni di accentazione, è diventata una fonte di vari sviluppi di accento. Nel Northampton l'accento più antico è stato influenzato dalla dispersione dei londinesi. C'è un accento conosciuto localmente come l'accento di Kettering, che è un accento di transizione tra le Midlands Orientali e l'Anglia orientale. È l'ultimo accento delle Midlands del sud ad usare una ampia "a" in parole come bath/grass (cioè barth/grarss) [bagno/erba]. Viceversa, per crass/plastic [grossolano/plastica] viene usata una "a" slanciata. A poche miglia a nord-ovest del Leicestershire, l'esile "a" diventa generalmente più diffusa. Nella città di Corby, a cinque miglia (8 km) a nord, si può trovare Corbyite, che a differenza dell'accento Kettering, è largamente influenzato dall'accento scozzese occidentale.
Inoltre, la maggior parte degli inglesi può temporaneamente "oscillare" il proprio accento su una forma più neutra di inglese a proprio piacimento, per ridurre le difficoltà in caso di accenti molto diversi o quando si parla agli stranieri.

### Etnici
L'inglese multiculturale di Londra (abbreviato MLE) è un socioletto di inglese che è emerso nel tardo XX secolo. È parlato autenticamente da persone della classe operaia, principalmente giovani, a Londra (anche se ci sono prove che suggeriscono che certe caratteristiche si stanno diffondendo più lontano). Secondo una ricerca condotta presso la Università di Lancaster e la Queen Mary University di Londra, «In gran parte dell'East End di Londra il dialetto di Cockney ... sarà scomparso entro la prossima generazione ... sarà scomparso [dall'East End] fra 30 anni .... È stato "trapiantato" nei ... paesi [Essex and Hertfordshire New]».

## Caratteristiche
Le caratteristiche fonologiche tipiche dell'inglese britannico ruotano attorno alla pronuncia della lettera R, così come la T dentale occlusiva e alcuni dittonghi specifici di questo dialetto.

### Occlusiva glottidale sorda
In un certo numero di forme di inglese britannico parlato, è comune che il fonema /t/ sia realizzato come occlusiva glottidale sorda [ʔ] quando si trova nella posizione intervocalica, in un processo chiamato T-glottalizzation. Una volta considerata una caratteristica del Cockney, è diventata molto più diffusa. È ancora stigmatizzato quando viene usato in parole come later (seguente), ma diventa molto diffuso alla fine delle parole come not (non) (come in "no[ʔ] interested"). Altre consonanti soggette a questo uso nell'inglese Cockney sono la p, come in pa[ʔ]er e la k come in ba[ʔ]er.

### R-dropping
Nella maggior parte della Gran Bretagna al di fuori della Scozia, la consonante R non è pronunciata se non seguita da una vocale, allungando invece la vocale precedente. Questo fenomeno è noto come non-rhoticity. In queste stesse aree esiste una tendenza ad inserire una R tra una parola che termina in una vocale e una parola successiva che inizia con una vocale. Questo è chiamato R intrusa e di collegamento. Questo potrebbe essere inteso come una fusione, in quelle parole che una volta finivano in una R e parole che non venivano più trattate diversamente.

### Dittongazione
I dialetti britannici differiscono sull'entità della dittongazione delle vocali lunghe, con varietà meridionali che li trasformano in dittonghi e con i dialetti settentrionali che normalmente ne conservano molti. A titolo di confronto, si potrebbe dire che le varietà nordamericane sono intermedie.

#### Nel sud
Le vocali lunghe /i:/ e /u:/ sono distinte rispettivamente da [ɪi] e [ʊu] (o, più tecnicamente, [ʏʉ], con una lingua rialzata), in modo che ee e oo in feed (nutrire) ed in food (cibi) siano pronunciati con un movimento. Il dittongo [oʊ] viene anche pronunciato con un movimento maggiore, normalmente [əʊ], [əʉ] o [əɨ].

#### Nel Nord
Le vocali lunghe /i:/ e /u:/ sono generalmente conservate, e in diverse aree anche  /o:/ e /e:/, come in go e say (a differenza di altre varietà di inglese, che le cambiano rispettivamente in [oʊ] e [eɪ]). Alcune aree sono lontane dalla non-dittongazione medievale /i:/ e /u:/, che danno origine a moderno /i:/ e /u:/; per esempio, nell'accento tradizionale di Newcastle upon Tyne, "out" suonerà come "oot", e in alcune parti della Scozia, "my" sarà pronunciato come "me".

### Perdita del numero nei nomi collettivi
Esiste una tendenza ad eliminare il numero grammaticale nei nomi collettivi, più forte nell'inglese britannico che in quello nordamericano. Questo è dovuto al fatto che sono trattati, che erano una volta grammaticalmente singolari, come grammaticalmente plurali, cioè: il numero naturale percepito prevale. Questo vale soprattutto per i nomi di istituzioni e gruppi composti da molte persone.
Il termine "police" (polizia), ad esempio, subisce questo trattamento. Anche un "football team" (squadra di calcio) può essere trattata allo stesso modo.

### Concordanza negativa
Alcuni dialetti dell'inglese britannico usano concreti negativi, noti anche come doppia negazione. Piuttosto che cambiare una parola o usare un positivo, parole come nobody (nessuno), not, nothing (niente) e never (mai), verrebbero usate nella stessa frase. Mentre questo non si verifica nell'inglese standard, si verifica in dialetti non-standard. La doppia negazione segue l'idea di due morfemi diversi, uno che causa la doppia negazione e uno che viene usato per il punto o il verbo.

## La standardizzazione
Come per l'inglese in tutto il mondo, la lingua inglese utilizzata nel Regno Unito è disciplinata dalla convenzione piuttosto che dal codice formale: non esiste un corpo equivalente all'Accademia della Crusca italiana o all'Académie française o alla Real Academia Española. I dizionari (ad esempio, Oxford English Dictionary, Longman Dictionary of Contemporary English, Chambers Dictionary, Collins Dictionary) registrano l'uso piuttosto che tentare di prescriverlo. Inoltre, il vocabolario e l'uso cambiano nel tempo: le parole sono liberamente prese in prestito da altre lingue e da altri ceppi di inglese, e i neologismi sono frequenti.
Per ragioni storiche risalenti all'ascesa di Londra nel IX secolo, la forma della lingua parlata a Londra e nelle East Midlands divenne l'inglese standard all'interno della Corte, e alla fine divenne la base per un uso generalmente accettato nella legge, nel governo, nella letteratura e nell'educazione in Gran Bretagna. La standardizzazione dell'inglese britannico si pensa sia dal livellamento dialettale sia da un pensiero di superiorità sociale. Parlare nel dialetto standard ha creato distinzioni di classe; coloro che non parlavano l'inglese standard sarebbero considerati di classe minore o status sociale e spesso ignorati o considerati di scarsa intelligenza. Un altro contributo alla standardizzazione dell'inglese britannico fu l'introduzione della stampa in Inghilterra verso la metà del XV secolo. In tal modo, William Caxton ha permesso a un linguaggio comune e alla scrittura di essere distribuirsi in tutta l'Inghilterra ad un ritmo molto più veloce.
A Dictionary of the English Language (1755) di Samuel Johnson è stato un grande passo nella riforma della scrittura in lingua inglese, in cui la purificazione del linguaggio si concentrava sulla standardizzazione sia del linguaggio sia dell'ortografia. All'inizio del XX secolo, gli autori britannici hanno prodotto numerosi libri intesi come guide alla grammatica e all'utilizzo della lingua inglese, alcuni dei quali hanno ottenuto sufficienti consensi per essere rimasti in stampa per lunghi periodi e essere stati ristampati in nuove edizioni dopo alcuni decenni. Questi includono, in particolare, A Dictionary of Modern English Usage di Henry Watson Fowler e The Complete Plain Words di Ernest Gowers.
Una guida dettagliata su molti aspetti della scrittura dell'inglese britannico per la pubblicazione è inclusa nelle guide di stile pubblicate da vari editori tra cui il The Times, l'Oxford University Press e la Cambridge University Press. Le linee guida della Oxford University Press furono originariamente redatte come una pagina di un solo foglio di Horace Henry Hart, e furono all'epoca (1893) la prima guida del loro tipo in inglese; sono stati gradualmente ampliati e infine pubblicati, prima come Hart's Rules, e nel 2002 come parte di The Oxford Manual of Style. Paragonabile all'autorità e alla statura del The Chicago Manual of Style per l'inglese americano pubblicato, il manuale di Oxford è uno standard abbastanza esauriente per l'inglese britannico pubblicato a cui gli scrittori possono rivolgersi in assenza di indicazioni specifiche da parte della loro casa editrice.
Poiché nel diciottesimo secolo il francese era considerato lingua franca in Europa, da allora gli abitanti del Regno Unito fecero proprie, soprattutto nella comunicazione scritta, alcune caratteristiche di pronuncia e lessico della lingua parlata in Francia. Le caratteristiche originarie dell'inglese moderno sopravvivono solo negli Stati Uniti e nelle province anglofone del Canada.